# Force locale
La Force locale est une force mixte de maintien de l'ordre en Algérie, créée le 30 mars 1962 dans le cadre des accords d'Évian du 18 mars 1962 et placée sous les ordres de l'Exécutif provisoire et du haut-commissaire de la République française en Algérie, Christian Fouchet. La Force locale compte à sa création un effectif de 40 000 hommes, et comporte notamment 114 unités de soldats. Le nom officiel de ces unités est Unité de Force de l'ordre (UFO) mais elles sont plus communément appelées Unité de Force locale (UFL). Les UFO sont des formations mixtes, composées majoritairement de « Musulmans » (90 %) et commandées par des Européens (10 % des effectifs). Inefficace et travaillant dans l'improvisation, la force locale est rapidement confrontée aux désertions massives des Algériens incorporés dans ses rangs, partis rejoindre les rangs de l'Armée de libération nationale algérienne (ALN). Elle perd petit à petit de son utilité et elle est dissoute à partir du 17 juillet 1962.

## Historique

### Création
L'idée de la mise en place d'une « force locale », chargée du maintien de l'ordre en Algérie, remonte au 20 janvier 1961, bien avant la conclusion des accords d'Évian et émane du Comité des affaires algériennes (CAA). À terme et le cas échéant, cette force devait passer sous le ordres d'« un organisme algérien chargé de préparer l'autodétermination ». Ses effectifs, hybrides algéro-français, devaient compter entre 30 000 à 35 000 hommes. Elle devait servir, dans l'esprit des Français, d'embryon d'une future armée algérienne, à la place de l'ALN.
La proposition de créer une force locale présentée par les négociateurs français au cours des discussions d'Évian a été vivement discutée pendant les négociations. Outre la crainte que cette force fasse concurrence à l'ALN.
La force locale est créée par l'arrêté interministériel du 30 mars 1962 comme le rappelle Soraya Laribi. La solution retenue est d'utiliser les unités existantes, en gardant leurs cadres européens et en y versant des appelés « musulmans ».
Elle est officiellement mise sous l'autorité de l'Exécutif provisoire, institution mixte dirigée par Abderrahmane Farès, le 21 avril 1962. Des émissaires officiers militaires de l'ALN sont envoyés de Tunis dans celle-ci, mais dans les faits elle relève de l'autorité du haut-commissaire en Algérie Christian Fouchet.

### Composition
La Force locale est composée de :
- une direction des commandements régionaux et départementaux
- 114 groupes mobiles de sécurité (GMS)
- 110 pelotons de garde territoriale (PGT) constitués par des gendarmes et des auxiliaires de gendarmerie
- 114 compagnies formées de soldats appelés du contingent (numérotées de 401 à 514), appelées UFO ou plus couramment UFL
- 3 500 hommes de compagnies sahariennes

C'est le général de gendarmerie Corberant qui a la charge de son organisation, remplacé ensuite par le colonel Ghenim et le commandant Yazid, du cabinet d’Abderrahmane Farès.

### Direction de la  Force locale de l'ordre
Le commandement est confié à Omar Mokdad, préfet de Saïda, secondé par le lieutenant-colonel Abdelkrim Djebaili.
Enfin la force locale est supervisée par Abdelkader El Hassar.
Cette section est vide parce ma modification a été annulé 

### Missions
Le décret interministériel du 30 mars 1962 a assigné à la force locale deux missions principales : maintenir l'ordre et assurer le bon déroulement du référendum d'indépendance.
- Maintien de l'ordre
- Assurer le bon déroulement du référendum d'indépendance

La force locale assure d'autres missions secondaires :
- Protection des populations
- Ouverture de passages dans les lignes Challe et Morice pour permettre l'entrée des unités de l'ALN
- Formation militaire

## Liste des unités de Force locale
Les Unités de Force de l'ordre (UFO) sont plus connues sous leur nom officieux d'Unités de Force locale (UFL).
Elles sont formées par des régiments de l'armée française qui en fournissent l'ossature, avec quelques cadres et appelés de souche européenne, représentant 10% de l'ensemble de l'effectif des UFO.
La liste suivante indique quel régiment a formé l'UFO correspondante.
Les UFO numérotée de 401 à 448 relevaient du corps d'armée de Constantine. Les UFO 449 à 484 relevaient du corps d'armée d'Alger. Les UFO 485 à 514 relevaient du corps d'armée d'Oran.
- 401e UFO : Ier bataillon du 63e Régiment d’infanterie de Marine (I/63e RIMa), Aïn-Mokra.
- 402e UFO : IIe bataillon du 63e Régiment d’infanterie de Marine (II/63e Rima).
- 403e UFO : 3e Bataillon de zouaves (3e BZ), La Cheffia.
- 404e UFO : Ier bataillon du 60e Régiment d’infanterie (I/60e RI), Randon.
- 405e UFO : 25e Bataillon de chasseurs alpins (25e BCA), Maison du Curé.
- 406e UFO : 12° Bataillon de chasseurs alpins (12e BCA), Righia.
- 407e UFO : 153e Régiment d’infanterie motorisé (153e RIM), Lapaine
- 408e UFO : IIIe bataillon du 60e Régiment d’infanterie (III/60e RI), Laverdure.
- 409e UFO : 153e Régiment d’infanterie motorisé (153e RIM), Zarouria.
- 410e UFO : 4e Régiment de Hussards (4e RH), Dréa.
- 411e UFO : 26e Régiment d’infanterie motorisé (26e RIM), Clairefontaine.
- 412e UFO : Ier groupe du 401e Régiment d’artillerie antiaérienne (I/401e RAA), Tébessa Bir el Ater.
- 413e UFO : 17e Bataillon de chasseurs à pied (17e BCP), Henchir Toumghani.
- 414e UFO : 23e Régiment d’infanterie (23e RI), Nakarta.
- 415e UFO : 23e Régiment d’infanterie (23e RI), Oum Toub.
- 416e UFO : IIIe bataillon du 43e Régiment d’infanterie (III/43°RI), Ziamma Nansouriah
- 417e UFO : 51e Régiment d’infanterie (51e RI), Kerata.
- 418e UFO : 51e Régiment d’infanterie (51e RI).
- 419e UFO : 81e Régiment d’infanterie alpine (81e RIA), Chekfa.
- 420e UFO : Ier bataillon du 4e Régiment d’infanterie de Marine (I/4e RIMa), Canrobert.
- 421e UFO : Ier bataillon du 16e Régiment d’infanterie de Marine (I/16e RIMa), Saint-Charles.
- 422e UFO : IIe bataillon du 16e Régiment d’infanterie de Marine (II/16e RIMa), Lannoy.
- 423e UFO : 29e Régiment de dragons (29e RD), Béni Hamidan.
- 424e UFO : IIIe groupe du 67e Régiment d’artillerie (III/67e RA), Bou Nouara.
- 425e UFO : IIIe groupe du 67e Régiment d’artillerie (III/67e RA), Ras El Aioun.
- 426e UFO : 10e Bataillon de chasseurs à pied (10e BCP), Ménaa Aurès.
- 427e UFO : IIe bataillon du 7e Régiment de tirailleurs algériens (II/7e RTA), Laveran.
- 428e UFO : 8e Régiment de Spahis (8e RS), Barika.
- 429e UFO : 47e Bataillon d’infanterie (47e BI), N’Gaous.
- 430e UFO : 30e Bataillon de chasseurs à pied (30e BCP), Ras El Aioun.
- 431e UFO : Ier bataillon du 94e Régiment d’infanterie (I/94e RI), Taberdga.
- 432e UFO : IIe bataillon du 94e Régiment d’infanterie (II/94e RI), Ferme Martin.
- 433e UFO : IIIe bataillon du 94e Régiment d’infanterie (III/94e RI), Aïn Yagout.
- 434e UFO : 4e Bataillon de chasseurs à pied (4e BCP), T’kout
- 435e UFO : 24e Régiment d’infanterie de Marine (24e RIMa), Sidi Okba.
- 436e UFO : 24e Régiment d’infanterie de Marine (24e RIMa), Ouled Djellal.
- 437e UFO : Ier bataillon du 57e Régiment d’infanterie (I/57e RI), Château Poizat.
- 438e UFO : IIIe bataillon du 57e Régiment d’infanterie (III/57e RI), Frais Vallon.
- 439e UFO : 28e Bataillon de chasseurs alpins (28e BCA).
- 440e UFO : 49e Bataillon d’infanterie (49e BI), Medjana Guidjel.
- 441e UFO : Ier bataillon du 7e Régiment d’infanterie (I/7e RI), El Ouricia.
- 442e UFO : Ier bataillon du 2e Régiment d’infanterie de Marine (I/2e RIMa), Domaine Tabouda.
- 443e UFO : IIIe bataillon du 2e Régiment d’infanterie de Marine (I/2e RIMa), Domaine de l’Azis.
- 444e UFO : Ier groupe du 2e Régiment d’artillerie de Marine (I/2e RAMa), Tocqueville.
- 445e UFO : 6e Régiment de Spahis (6e RS), Lecourbe-Crémière.
- 446e UFO : Ier groupe du 13e Régiment d’artillerie (I/13e RA), Guenzet.
- 447e UFO : 5e escadron du 12e Régiment de chasseurs d’Afrique (5/12e RCA), Djorf, Ferme Giovanni.
- 448e UFO : 3e Régiment de hussards (3e RH), Ferme Cassagne.
- 449e UFO : 6e Bataillon de chasseurs alpins (6e BCA), Michelet.
- 450e UFO : 7e Bataillon de chasseurs alpins (7e BCA).
- 451e UFO : 15e Bataillon de chasseurs alpins (15e BCA), Beni Douala.
- 452e UFO : 22e Bataillon de chasseurs alpins (22e BCA), Bouira.
- 453e UFO : 27e Bataillon de chasseurs alpins (27e BCA), Azazga.
- 454e UFO : 159e Bataillon d’infanterie alpine (159e BIA).
- 455e UFO : Ier bataillon du 9e Régiment d’infanterie de Marine (I/9e RIMa), Thiers.
- 456e UFO : IIe bataillon du 73e Régiment d’infanterie de Marine (II/73e RIMa), Tamazirt.
- 457e UFO : 19e Régiment de chasseurs à cheval (19e RCC), Saharidj.
- 458e UFO : 19e Régiment de chasseurs à cheval (19e RCC).
- 459e UFO : Ier groupe du 61e Régiment d’artillerie (61e RA).
- 460e UFO : 35e Régiment d’infanterie (35e RI).
- 461e UFO : 35e Régiment d’infanterie (35e RI).
- 462e UFO : IIIe bataillon du 117e Régiment d’infanterie (III/117e RI), Alger.
- 463e UFO :  IIe bataillon du 137e Régiment d’infanterie (II/137e RI).
- 464e UFO :  Ier groupe du 50e Régiment d’artillerie (I/50e RA), Ferme Paulin.
- 465e UFO :  IIIe groupe du 65e Régiment d’artillerie (III/65e RA).
- 466e UFO : Ier bataillon du 2e Régiment d’infanterie (I/2e RI).
- 467e UFO : IIIe bataillon du 2e Régiment d’infanterie (III/2e RI), El Achour, Alger.
- 468e UFO : Ier bataillon du 6e Régiment d’infanterie (I/6e RI).
- 469e UFO : IIe bataillon du 6e Régiment d’infanterie (II/6e RI).
- 470e UFO : IIIe bataillon du 6e Régiment d’infanterie (III/6e RI), Brazza, Reibell, Cheraga.
- 471e UFO : 26e Régiment de dragons (26e RD), Souk El Khémis.
- 472e UFO : 23e Régiment d’artillerie (23e RA).
- 473e UFO : Ier groupe du 38e Régiment d’artillerie (I/38e RA), Ain-Mabed, Les Ruines, Chebacheb.
- 474e UFO : IIe bataillon du 22e Régiment d’infanterie (II/22e RI).
- 475e UFO : IIIe bataillon du 22e Régiment d’infanterie (III/22e RI), Chasseriau.
- 476e UFO : IIe bataillon du 131e Régiment d’infanterie (II/131e RI).
- 477e UFO : IIIe bataillon du 131e Régiment d’infanterie (II/131e RI).
- 478e UFO : 5e Régiment de spahis (5e RS).
- 479e UFO : 28e Régiment de dragons (8e RD).
- 480e UFO : Ier groupe du 18e Régiment d’artillerie (I/18e RA), Rabelais.
- 481e UFO : Ier groupe du 42e Régiment d’artillerie (I/42e RA), Fontaine.
- 482e UFO : Ier groupe du 43e Régiment d’artillerie (I/43e RA).
- 483e UFO : Ier groupe du 402e Régiment d’artillerie antiaérienne (I/402e RAA)
- 484e UFO : IIe groupe du 10e Régiment d’artillerie de Marine (II/10e RAMa)
- 485e UFO : IIe bataillon du 93e Régiment d’infanterie (II/93e RI).
- 486e UFO : IIe bataillon du 93e Régiment d’infanterie (II/93e RI).
- 487e UFO : 158e Bataillon d’infanterie (158e BI).
- 488e UFO : 158e Bataillon d’infanterie (158e BI), Nesmoth.
- 489e UFO :  Ier groupe du 12e Régiment d’artillerie de Marine (I/12e RAMa).
- 490e UFO : 5e escadron du 6e Régiment de chasseurs d’Afrique (5/6e RCA), Guillaumet, Cassaigne.
- 491e UFO : 31e Bataillon de chasseurs à pied (31e BCP), ferme Domeck.
- 492e UFO : 31e Bataillon de chasseurs à pied (31e BCP), Diderot.
- 493e UFO : 5e Bataillon de chasseurs à pied (5e BCP), Dominique Luciani.
- 494e UFO : 36e Bataillon d’infanterie (36e BI), Messobket.
- 495e UFO : 128e Bataillon d’infanterie (128e BI), Sidi-Bel-Abbès.
- 496e UFO :  8e Régiment de zouaves (8e RZ), La Ferme Baujon.
- 497e UFO : Ier bataillon du 3e Régiment d’infanterie alpine (I/3eRIA).
- 498e UFO :  IIe bataillon du 3e Régiment d’infanterie alpine (II/3e RIA).
- 499e UFO : 2e Régiment de tirailleurs (2e RT).
- 500e UFO :  2e Régiment de tirailleurs (2e RT).
- 501e UFO :  2e Régiment de zouaves (2e RZ), ferme du Krouf.
- 502e UFO :  21e Régiment de tirailleurs (21e RT), Oran.
- 503e UFO :  29e Régiment de tirailleurs (29e RT), Bouvin.
- 504e UFO : 519e Bataillon du Train (519e BT), La Sénia.
- 505e UFO : 454e Groupe d’artillerie antiaérienne légère (454e GAAL).
- 506e UFO : Ier bataillon du 8e Régiment d’infanterie (I/8e RI), Ferme Carrafang.
- 507e UFO : 1er Régiment de chasseurs à cheval (1er RCC).
- 508e UFO : 23e Régiment de spahis (23e RS), Kel-El-Ahmar.
- 509e UFO : 27e Bataillon d’infanterie de Marine (27e BIMa).
- 510e UFO : 27e Bataillon d’infanterie de Marine (27e BIMa).
- 511e UFO : 6e Régiment de tirailleurs (6e RT).
- 512e UFO : 6e Régiment de tirailleurs (6e RT).
- 513e UFO : Régiment d’infanterie chars de Marine (RICM).
- 514e UFO : 2e Régiment de chasseurs d’Afrique (2e RCA), El Aouedj.